# Dasyatis laosensis
Dasyatis laosensis е вид хрущялна риба от семейство Dasyatidae. Видът е застрашен от изчезване.

## Разпространение
Разпространен е в Лаос и Тайланд.